# Anton von Bechtolsheim
Anton Mauchenheim svobodný pán von Bechtolsheim (13. prosince 1834 Würzburg – 25. ledna 1904 Vídeň) byl rakousko-uherský generál. V rakouské armádě sloužil od roku 1852, vyznamenal se v roce 1866 ve válce v Itálii a za účast v bitvě u Custozzy získal Řád Marie Terezie. Později byl císařským pobočníkem a jako diplomat strávil deset let v Rusku. V letech 1891–1902 byl zemským velitelem v Chorvatsku a v roce 1894 dosáhl hodnosti generála jezdectva. V závěru kariéry zastával čestnou hodnost velitele jedné z císařských gard.

## Životopis

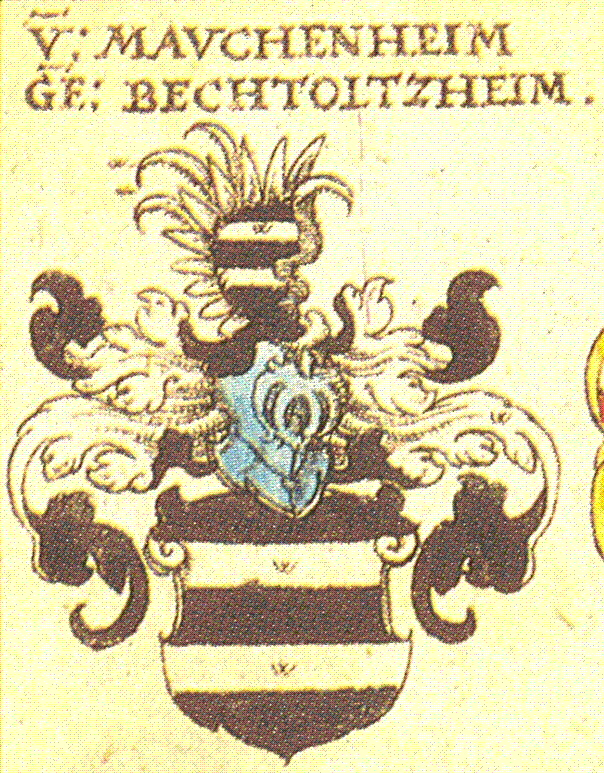
Erb rodu Mauchenheim-Bechtolsheim

Pocházel ze staré německé šlechtické rodiny Mauchenheim s titulem svobodných pánů z Bechtolsheimu (od 1816). Narodil se jako mladší syn bavorského komořího a důstojníka Johanna Philippa Bechtolsheima (1789–1848) a jeho manželky Karolíny, rozené baronky von Gagern (1801–1895). Anton jako jediný ze široce rozvětvené rodiny vstoupil do rakouské armády, svou službu začínal v roce 1852 jako kadet. Vyznamenal se ve válce v Itálii (1866), kde bojoval v hodnosti rytmistra a za účast v bitvě u Custozzy obdržel rytířský kříž Řádu Marie Terezie. V roce 1868 byl povýšen na majora a byl přidělen ke 4. hulánskému pluku, zároveň se stal pobočníkem císaře Františka Josefa a v roce 1869 jej doprovázel ke slavnostnímu otevření Suezského průplavu.
V letech 1870–1880 působil jako diplomat v Rusku, kde začínal jako attaché, od roku 1872 byl vojenským zplnomocněncem. V roce 1876 byl povýšen na plukovníka, formálně nadále zůstával ve funkci císařského pobočníka. Během diplomatické mise v Petrohradě se jako štábní důstojník zúčastnil rusko-turecké války v roce 1878.
Po návratu do Rakouska byl jmenován velitelem hulánského pluku č. 2 knížete Schwarzenberga. V roce 1882 byl povýšen na generálmajora a stal se velitelem jezdecké brigády v Prešpurku. V roce 1887 dosáhl hodnosti polního podmaršála a ve funkci jezdecké divize byl přeložen do Krakova. V letech 1889–1891 byl zástupcem velitele 11. armádního sboru ve Lvově a následně v letech 1891–1902 velitelem 13. armádního sboru v Záhřebu, respektive vrchním velitelem pro Království chorvatsko-slavonské. V roce 1894 byl povýšen do hodnosti generála jezdectva. V závěru kariéry zastával čestnou funkci kapitána císařské gardy trabantů (Kaiserlich-königliche Trabantenleibgarde 1902–1904).

## Tituly a ocenění
V roce 1863 získal titul c. k. komořího a jako velitel armádního sboru byl jmenován c. k. tajným radou s nárokem na oslovení Excelence (1890). Během své vojenské služby obdržel řadu vyznamenání. Kromě zmíněného prestižního Řádu Marie Terezie byl v Rakousku nositelem několika dalších vyznamenání, jako císařský pobočník a diplomat obdržel také řadu ocenění od zahraničních panovníků. Od roku 1891 byl čestným majitelem nově zřízeného dragounského pluku č. 15. Jméno Antona Bechtolsheima nesla v letech 1967–2012 Bechtolsheimská kasárna ve Vídeňském Novém Městě.

### Rakousko-Uhersko
- rytíř Vojenského řádu Marie Terezie
- velkokříž Leopoldova řádu
- rytířský kříž Řádu sv. Štěpána
- Řád železné koruny I. třídy
- Řád železné koruny III. třídy s válečnou dekorací
- Vojenský záslužný kříž
- Vojenská záslužná medaile

### Zahraničí
- Řád svaté Anny II. třídy s brilianty (Rusko)
- Řád svatého Vladimíra III. třídy s meči (Rusko)
- Řád sv. Jiří IV. třídy (Rusko)
- velkokříž Řádu červené orlice (Prusko)
- Řád koruny III. třídy (Prusko)
- velkokříž Řádu Takova (Srbsko)
- velkokříž Řádu svatého Řehoře Velikého (Papežský stát)
- Řád Karla III. (Španělsko)
- komandér Řádu rumunské hvězdy (Rumunsko)